# نیو لبنان (نیویورک)
نیو لبنان (انگلیسی: New Lebanon, New York) شهرکی است در شهرستان کلمبیا، نیویورک، نیویورک (ایالت), ایالات متحده آمریکا، ۲۴ مایل (۳۹ کیلومتر) جنوب شرقی آلبانی، نیویورک. جمعیت این شهر در سرشماری سال ۲۰۱۰، ۲۳۰۵ نفر بوده‌است.